# تومي مور (سياسي)
تومي مور (بالإنجليزية: Tommy Moore)‏ هو سياسي أمريكي، ولد في 9 مايو 1950 في مقاطعة أيكن في الولايات المتحدة. حزبياً، نشط في الحزب الديمقراطي. وقد انتخب عضو مجلس نواب كارولاينا الجنوبية وانتخب عضو مجلس ولاية كارولاينا الجنوبية.